# Moeder (monument)
Moeder is een oorlogsmonument in de Nederlandse plaats Heinenoord, in Zuid-Holland.
Het monument werd door beeldhouwer Hubert van Lith vervaardigd en op 20 mei 1950 door de Commissaris der Koningin, mr. L.A. Kesper, onthuld. Het monument staat in de voormalige gemeente Heinenoord op de plaats waar op 18 februari 1945 tien personen werden doodgeschoten, als represaille wegens de moord op NSB-burgemeester M.A. Simonis op dezelfde locatie. Naast het monument werden tien bomen geplant. Deze waren in 2007 in zeer slechte staat, nadat de parallelweg naast de N217 was aangelegd. In 2008 werden ze gekapt en vervangen.
Op de voorkant van het voetstuk staat de tekst:
VOOR HEN DIE VIELEN

VOOR EN DOOR HET VERZET
1940–1945
HOE KON DE MENS DE WENS

TOT LEVEN OOIT TENIET DOEN?

HIER KLONK DE KREET VAN EEN

DIE VOOR TIEN MAKKERS SPRAK.

## Namen
Dit overzicht is mogelijk incompleet; u kunt helpen door het uit te breiden.
Aan de linker- en rechterkant staan de namen van de gevallenen die bij dit monument herdacht worden:
Links
1. Arie Bastiaan Noorlander ('s-Gravendeel, 31 december 1929), omgekomen 2 juli 1944;
2. Jan Hendrik van der Heide ('s-Gravenhage, 18 december 1920), neergeschoten 24 december 1944;
3. Adriaan Cornelis Swenne (Ouwerkerk, 30 december 1917), terechtgesteld op 7 januari 1945;
4. Dingenis Sanders (Rhenen, 11 oktober 1921), terechtgesteld op 7 januari 1945;
5. Johannes Kolf (Westmaas, 6 november 1915), neergeschoten op 29 januari 1945;
6. Pieter Jacobus Pot (Puttershoek, 1 augustus 1896), neergeschoten op 8 maart 1945;
7. Nikolaus Bout (Aken, 14 november 1915), terechtgesteld op 3 april 1945;
8. Anton Marie de Haas (Nieuw-Helvoet, 25 februari 1918, terechtgesteld op 3 april 1945;
9. Ds. Egbert Jan Fokkema (Sneek, 5 december 1917), omgekomen op 29 april 1945;
10. Jacob van Etten (Westmaas, 8 februari 1913), neergeschoten op 4 mei 1945;
11. Johannis Martinus van Aken (Heinenoord, 17 augustus 1924), neergeschoten, 4 mei 1945;
12. Jacob van Breda (Amsterdam, 29 januari 1925), neergeschoten op 6 mei 1945;
13. Catharina Traas-de Jager (Baarland, 25 januari 1887), neergeschoten 7 mei 1945.

Rechts
1. Arie van der Stel (Maasdam, 18 april 1881), terechtgesteld op 19 september 1941
2. Joris de Heus (Mijnsheerenland, 2 november 1888), terechtgesteld op 19 september 1941
3. Pieter Wouter Kruijthoff (Mijnsheerenland, 26 november 1911), terechtgesteld op 19 september 1941
4. Arie van Steensel (Westmaas, 6 september 1915), terechtgesteld op 19 september 1941
5. Bastiaan Arie Barendrecht (Westmaas, 18 september 1919), terechtgesteld op 19 september 1941
6. Albert Jappe Alberts (Amrum, 5 maart, 1893), terechtgesteld op 18 februari 1945 op de plaats van het Monument
7. Machiel Wilhelm Prohn (Rotterdam, 19 september 1897), terechtgesteld op 18 februari 1945 op de plaats van het Monument
8. Ir. Pieter van der Wallen (Brielle, 30 augustus 1900), terechtgesteld op 18 februari 1945 op de plaats van het Monument
9. Mr Emaniël Hamburger (Nijkerk, 8 augustus 1901), terechtgesteld op 18 februari 1945 op de plaats van het Monument
10. Hendrik Duvalois (Rotterdam, 1 september 1912), terechtgesteld op 18 februari 1945 op de plaats van het Monument
11. Wouter Wilhelmus Cornelis Verkerk (Amsterdam, 8 mei 1915), terechtgesteld op 18 februari 1945 op de plaats van het Monument
12. Etienne de Bouter (Rotterdam, 5 augustus 1919), terechtgesteld op 18 februari 1945 op de plaats van het Monument
13. Cornelis Pieter Nonner (Rotterdam, 3 november 1919), terechtgesteld op 18 februari 1945 op de plaats van het Monument

De 9de en 10de naam van de personen die op 18 februari 1945 op de plaats van het Monument terechtgesteld werden, waren nog onbekend toen het monument onthuld werd. Pas na enkele jaren werden de namen gevonden. Het waren de Amsterdammers Carel August Filipson (15 november 1924) en Teunis Kooij (29 april 1925), beiden leerling op de Kweekschool voor de Zeevaart.